# Bror With
Bror With (Oslo, 19 juni 1900 - aldaar, 9 december 1985) was een Noorse uitvinder en verzetsstrijder in de Tweede Wereldoorlog.

## Uitvindingen
Zijn bekendste uitvinding was de Rottefella ("de rattenval"), een skibinding die hij in 1927 ontwikkelde. De skibinding werd met veel succes gebruikt door Noorse langlaufers tijdens de Olympische Winterspelen van 1928 en bleef de volgende 50-60 jaar wereldwijd de meest gebruikte langlaufskibinding. Op het hoogtepunt, in 1979-1980, werden er 1,6 miljoen paar van geproduceerd. De skibinding zou de naam Rottefella gekregen hebben toen de skibinding in 1927 voor het eerst uitgeprobeerd werd. Kroonprins Olaf was hierbij aanwezig en vroeg With waar hij zijn skibindingen vandaan had gekregen. Hierop antwoordde With: Åh, det er bare et par rottefeller jeg har kjøpt hos Ingwald Nielsen ("Ach, het zijn maar een paar rattenvallen die ik bij [ijzerhandel] Ingwald Nielsen gekocht heb").
De With 400, een kleine maar brede en zeer stabiele kunststoffen jol, won in 1964 de Noorse designprijs.
Zijn laatste belangrijke uitvinding was de Dromedille, een jol die zowel geroeid als gezeild kon worden en de voordelen van een planerende en waterverplaatsende romp combineerde. De naam Dromedille was afkomstig van het idee dat het concept even ingewikkeld zou zijn als een kruising tussen een dromedaris en een krokodil.

## Levensloop
With werd geboren in Aker, destijds net buiten Oslo. Hij studeerde machinetechniek aan Norges Tekniske Høgskole en studeerde af als ingenieur in 1925. Hierna begon hij het importbedrijf With & Wessel samen met medestudenten en zijn latere zwager Andreas Wessel. Na het succes van de Rottefella-skibinding begon hij in 1927 het bedrijf Rottefella, nog steeds een van de belangrijkste skibindingproducenten ter wereld. In 1959 begon hij een nieuw bedrijf, Westwico, en in 1973 vestigde hij het bedrijf Witco.
Vanaf de herfst van 1942 diende With in Milorg, de Noorse verzetsbeweging tegen de Duitse bezetting in de Tweede Wereldoorlog. Zijn codenaam was Granat-Larsen ("Granaat-Larsen"). Hij was verantwoordelijk voor het produceren en onderhouden van de wapens. Zo produceerde hij 800 eenheden van een zelfontworpen variant van de Stengun, waarbij hij het echte doel van de productie van de verschillende geweeronderdelen handig wist te camoufleren. Hij financierde de wapenproductie door zijn skibindingen in Zweden te verkopen. In december 1944 vluchtte hij naar Zweden, nadat het appartement waar hij zich verschuilde tijdens een razzia ontdekt werd. In Zweden hield hij zich bezig met het smokkelen van wapens naar het Noorse verzet. Hij ontwierp ook een machine waarmee wapens konden worden schoongemaakt en nam een wereldwijd octrooi op het apparaat. Hij verdiende een stevige som toen het apparaat in de Verenigde Staten in gebruik genomen werd.
Na de oorlog hield hij zich onder meer bezig met het verbeteren van zijn skibindingen. Zijn interesse ging echter steeds meer uit naar het ontwerpen van boten. In de jaren 1960  ging hij over van hout op kunststof. 
Hij trouwde in 1953 met Else Marie Westblad (1916-1980). Hij is de vader van de kunstenares Line Charlotte With (1956). 